# 細尾異頭獅魚
細尾異頭獅魚，為輻鰭魚綱鮋形目杜父魚亞目獅子魚科的其中一種，分布於北太平洋阿留申群島東部海域，棲息深度104-620公尺，為深海底棲性魚類，屬肉食性，體長可達7.76公分，生活習性不明。

## 擴展閱讀
維基物種上的相關：細尾異頭獅魚